# Los Brincos

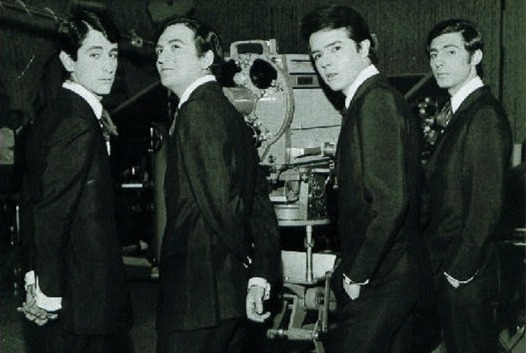
Los Brincos in 1964

Los Brincos is een Spaanse popgroep opgericht in de jaren zestig en in Spanje de meest succesvolle groep in de periode 1964 tot 1968.

## Geschiedenis
Eerste periode 1964-1966
De eerste en meest succesvolle bezetting van de band, opgericht in 1964, bestond uit
- Fernando Arbex (slagwerk)
- Manuel González (elektrische bas)
- Juan Pardo (lead zang, elektrische gitaar)
- Antonio Morales alias “Junior” (lead zang, elektrische gitaar)

Vanwege hun muziek, hun successen en het feit dat ze met zijn vieren waren, worden ze ook vaak de "Spaanse Beatles"genoemd.
Hun eerste platen (het album Los Brincos I en enkele singles en ep's verschenen eind 1964, en bereikten allen de Spaanse hitparade. De eerste single “Flamenco”, in een voor Spanje onbekend mengsel van traditionele Spaanse muziek, elektrische rock en harmonische zang, en met bijpassende kledij, een modern kostuum en hippe schoenen, in combinatie met traditionele Spaanse capes, sloeg in als een bom. Het was het begin van een Zuid-Europese variant van de Beatlemania die de naam ¨Brincosis¨ kreeg, een "vertoon van massahysterie dat de machthebbers in het benepen en zwaar katholiekje Spanje in verlegenheid bracht".
De capes verdwenen al snel en de muziek werd meer rauwe poprock, met nummers als "Baila la Pulga", "Bye bye Chiquilla", "Cry" etc. In 1965 verscheen een ep, waarvan twee nummers als single een nummer 1-hit werden: "Tu me dijiste adios" en "Borracho". In 1966 kwam het tweede album, Los Brincos II uit, met de nummer 1-hits "Mejor" en "Un sorbito de champán", en de hits "A mi con esas" en "Renacerá". Met het opnemen van hun nummers in andere talen (Frans, Engels en Italiaans) wilden ze de Europese hitlijsten veroveren. Het leverde televisieoptredens en interviews in het buitenland op en redelijke successen, vooral in Portugal en Italië, maar daar bleef het bij.
Tweede periode 1966-1968
In het najaar van 1966 splitst de band in twee. Juan Pardo en Junior verlieten Los Brincos en vormden het duo Juan y Junior, met hits als “La caza” (1967) en “Anduriña” (1968).
Fernando Arbex en Manuel González behielden de naam Los Brincos, en gingen door aangevuld met Ricky Morales (de broer van Junior) en Vicente Jesús Martínez. Hun muziek bleef de melodische beat en de vocale harmonie die de groep altijd kenmerkte behouden, maar zonder de rauwheid uit de eerste formatie.
Het succes bleef, vooral nadat ze met Larry Page in de studio van Abbey Road opnames maakten, waaronder hun grootste hit "Lola" (1967), (niet te verwarren met het gelijknamige nummer van the Kinks), "El pasaporte" en hun derde album Contrabando.
Derde periode 1968-1971
In 1968 werd Vicente Martínez vervangen door Miguel Morales (de jongste broer van Junior en Ricky)
In die tijd veranderde de Spaanse muziekscene net als in de rest van Europa, meer richting soul, folk rock, blues rock en vooral psychedelische pop. De band ging zich ook hierop richten, zeker na de komst van de Colombiaanse multi-instrumentalist Óscar Lasprilla.
In 1969 produceerden ze een aantal singles, die echter minder succesvol waren dan hun eerdere nummers. Hun geluid werd meer en meer psychedelisch, wat uiteindelijk culmineerde in een LP, opgenomen in twee versies, een Spaanstalige “Mundo, Demonio y Carne”, en een Engelstalige “World, Devil and Body”. Het album was, in tegenstelling tot hun eerdere albums, een matig succes en kwam niet bovenaan in de hitlijsten.
De band werd opgeheven. Arbex begon een band genaamd Alacrán, en een jaar later de band Barrabás (waarin ook Miguel Morales), met een mengsel van latin rock, soul en funk in de stijl van Santana, Malo, Osibisa, waarmee ze internationaal doorbraken.
Vierde periode 2000-heden
In 2000 richtte Fernando Arbex opnieuw een groep op onder de naam Los Brincos, die hij in 1966 al exclusief had laten registreren. Zelf was hij het enige originele bandlid, samen met Miguel Morales, lid vanaf de derde periode.
Zij brachten een album uit, Eterna Juventud, dat qua stijl een beetje vergelijkbaar was met die van hun eerste platen. Meedrijvend op de golf van nostalgie naar de jaren 60 speelden zij op concerten vooral hun vroegere successen.
Op 5 juli 2003 stierf Fernando Arbex, 71 jaar oud.
Na het overlijden van Arbex nam Miguel de leiding over. De band is tot op heden nog actief en treedt op met het oude repertoire van Los Brincos, en Juan y Junior.

## Discografie
Albums
- Los Brincos (1964). (Heruitgegeven op cd in 2001, BMG)
- Brincos II (1966).
- Contrabando (1968) — geproduceerd door Larry Page.
- Mundo, demonio y carne (1970).
- World, Evil & Body (1970) — Engelse versie van Mundo, demonio y carne.
- Eterna juventud (2000).

### Enkele van de bekendste hits
Hits die nummer 1 werden in de spaanse hitparade
- "Tu me dijiste adios" (1965)
- "Borracho" (1965)
- "Mejor"(1966)
- "Un Sorbito de champán" (1966)
- "Lola" (1967) (opgenomen na het vertrek van Juan en Junior)
- "Anduriña" (1967) (Juan en Junior)
- "La caza" (1968) (juan en Junior)

Overige hits
- "Flamenco" (1964)
- "Baila la pulga" (1964)
- "Bye bye, chiquilla" (1964)
- "Sola" (1966)
- "A mi con esas" (1966)
- "Renacerá" (1966)
- "Giulietta" (1966)
- "El pasaporte" (1967)
- "Nadie te quiere ya" (1968)

## Diversen
- Junior trouwde met de Spaanse zangeres Rocio Durcal
- Agustín González, acteur, is een broer van Manuel González
- Lys Pardo, zangeres, is de dochter van Juan Pardo
- Pablo Picasso, indertijd bevriend met de groep, maakte het hoesje voor de single "Anduriña"
- De originele foto voor de LP Mundo, demonio y carne werd door de Spaanse autoriteiten te obsceen gevonden en gecensureerd. De 5 leden stonden met geheel ontbloot bovenlijf op de foto. In het Verenigd Koninkrijk werd deze foto wel op de hoes gebruikt.
- In de Volkskrant verscheen op 22 augustus 2020 een artikel over los Brincos in de serie "de vijfde Beatle"[2]